# Балларини, Дебора
Дебора Балларини (итал. Debora Ballarini, родилась 27 июля 1987 года в Равенне) — итальянская регбистка, хукер команды «Ривьера 1975» и сборной Италии.

## Игровая карьера
Начинала карьеру в команде «Пезаро Мустангс», с 2012 года выступает за команду «Равенна». Чемпионка Италии сезона 2012/2013. Впервые в сборную была вызвана к Кубку шести наций 2012 года; была в заявках на розыгрыши 2012, 2013 и 2014 годов. Дебютировала официально 29 октября 2012 года в матче против Франции.
В 2018 году участвовала в благотворительной акции, направленной в защиту женщин от насилия.